# Льюистон (Мэн)
Льюистон (англ. Lewiston) — город в округе Андроскоггин, в штате Мэн, США. По подсчетам бюро переписи населения в 2010 году население города составляло 36 592 человека.

## История
Поселение с 1795 года, статус города с 1863.
25 октября 2023 года в городе произошёл массовый расстрел - погибло 18 человек. 

## География
Согласно бюро переписи населения США, общая площадь города — 91,1 км², из которых: 88,3 км² — земля и 2,8 км² (3,13 %) — вода. Через Льюистон протекает река Андроскоггин, которая расположена на западной границе города.

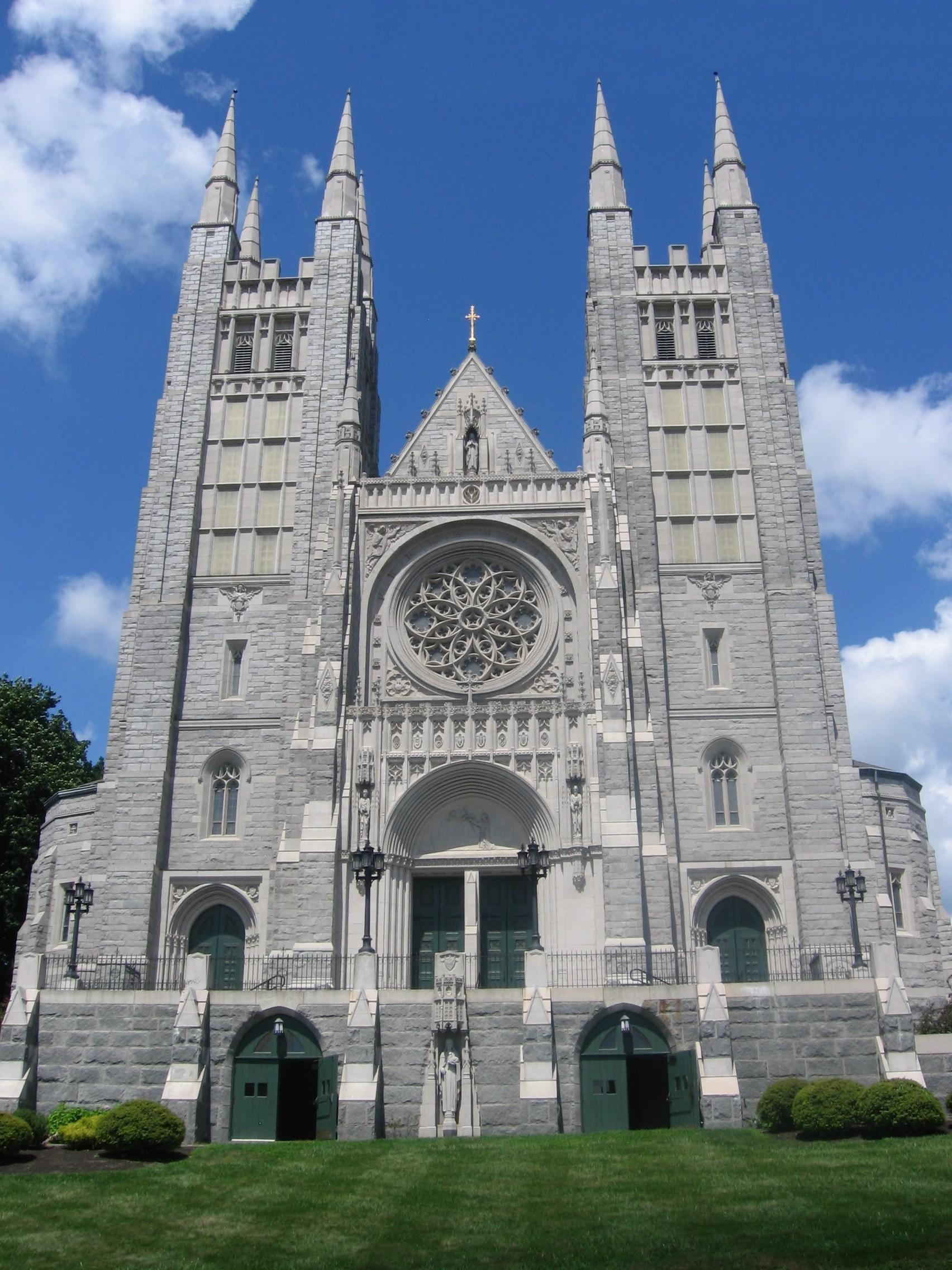
Basilica of Saints Peter and Paul

## Демография
На 2010 год в городе 36 592 жителей.

### Климат
| Показатель             | Янв. | Фев. | Март  | Апр.  | Май | Июнь | Июль | Авг. | Сен. | Окт. | Нояб. | Дек.  | Год    |
| ---------------------- | ---- | ---- | ----- | ----- | --- | ---- | ---- | ---- | ---- | ---- | ----- | ----- | ------ |
| Средний максимум, °C   | −2   | 0    | 5     | 12    | 19  | 24   | 27   | 26   | 21   | 15   | 8     | 1     | 13     |
| Абсолютный минимум, °C | −12  | −11  | −4    | 1     | 7   | 13   | 16   | 16   | 11   | 5    | −1    | −8    | 3      |
| Норма осадков, мм      | 88,9 | 86,4 | 101,6 | 104,1 | 94  | 94   | 86,4 | 81,3 | 76,2 | 99,1 | 127   | 114,3 | 1150,6 |
| Источник: Weatherbase  |      |      |       |       |     |      |      |      |      |      |       |       |        |

## Образование

### Колледжииуниверситеты
- Бэйтс-колледж
- Университет южного Мэна[англ.] — Lewiston-Auburn Campus
- Центральный Комьюнити колледж Мэна
- Университет Каплана[англ.]

## Здравоохранение

### Региональные больницы
- «Центральный Медицинский центр Мэна»
- «Региональный Медицинский центр Святой Марии»

## Вероисповедание
- The Basilica of Saints Peter and Paul (Католическая церковь)

## Знаменитые уроженцы и жители
- Патрик Демпси — американский актёр, режиссёр.
- Уильям Поуп Эл — американский художник, известный прежде всего работой в жанрах перформанса и интервенций в пространстве public art.
- Лонгли, Джеймс Бернанд (1924—1980) — американский политик, 69-й губернатор штата Мэн.

## Город в кино
- Королевский госпиталь